# 1946 na arte

## Eventos
- O termo Expressionismo abstrato foi utilizado pela primeira vez.
- Fundação do Museu Estadual Professor Zoroastro Artiaga em Goiânia, Brasil.
- Carnaval
  - 4 de Abril - Fundação da escola de samba GRES Unidos de Vila Isabel.
  - GRES Portela sagra-se hexacampeã do carnaval carioca

## Obras
- A Tentação de Santo Antônio de Salvador Dalí.

## Nascimentos
| Data            | Nome                           | Profissão                                                  | Nacionalidade  | Observações | Ref |
| --------------- | ------------------------------ | ---------------------------------------------------------- | -------------- | ----------- | --- |
| 17 de fevereiro | Arlindo Pintomeira             | pintor                                                     | Portugal       |             |     |
| 19 de abril     | John Langdon                   | designer gráfico, artista em ambigramas, pintor e escritor | Estados Unidos |             |     |
| 20 de abril     | Sandro Chia                    | pintor e escultor                                          | Itália         |             |     |
| 3 de maio       | Júlia Ramalho                  | barrista                                                   | Portugal       |             |     |
| 12 de maio      | Daniel Libeskind               | arquitecto                                                 | Polónia        |             |     |
| 8 de setembro   | Joaquim da Luz                 | pintor                                                     | Portugal       | m. 2013     |     |
| 16 de dezembro  | Gilberto Salvador              | pintor, desenhista, gravador, arquiteto e professor        | Brasil         |             |     |
| ??              | Antonio Peticov                | pintor, desenhista, escultor e gravurista                  | Brasil         |             |     |
| ??              | Telma Alves                    | pintora                                                    | Brasil         |             |     |
| ??              | Carlos Carrion de Britto Velho | pintor, gravurista e professor                             | Brasil         |             |     |
| ??              | Larry Gonick                   | professor, matemático e desenhador de banda desenhada      | Estados Unidos |             |     |
| ??              | Ana Jotta                      | artista plástica e pintora                                 | Portugal       |             |     |
| ??              | António Palolo                 | artista plástico e pintor                                  | Portugal       | m. 2000     |     |

## Mortes
| Data           | Nome                      | Profissão                                         | Nacionalidade                              | Observações | Ref |
| -------------- | ------------------------- | ------------------------------------------------- | ------------------------------------------ | ----------- | --- |
| 11 de julho    | Paul Nash                 | pintor                                            | Inglaterra                                 | n. 1889     |     |
| 5 de novembro  | Joseph Stella             | pintir                                            | Itália                                     | n. 1877     |     |
| 24 de novembro | László Moholy-Nagy        | designer, fotógrafo, pintor e professor de design | Hungria                                    | n. 1895     |     |
| 29 de dezembro | Abel Salazar              | médico, professor, investigador e pintor          | Reino Unido de Portugal, Brasil e Algarves | n. 1889     |     |
| ??             | José de Brito             | pintor                                            | Reino Unido de Portugal, Brasil e Algarves | n. 1855     |     |
| ??             | Américo da Silva Amarelhe | caricaturista, pintor e cenógrafo                 | Reino Unido de Portugal, Brasil e Algarves | n. 1892     |     |

## Prémios
- Prémio Valmor e Municipal de Arquitectura 1946 - Fernando Silva[1].